# Lycosa leucophaeoides
Lycosa leucophaeoides este o specie de păianjeni din genul Lycosa, familia Lycosidae. A fost descrisă pentru prima dată de Roewer, 1951.
Este endemică în Queensland. Conform Catalogue of Life specia Lycosa leucophaeoides nu are subspecii cunoscute.